# Cantao
Cantao is een geslacht van wantsen uit de familie van de Scutelleridae (Pantserwantsen). Het geslacht werd voor het eerst wetenschappelijk beschreven door Amyot & Audinet-Serville in 1843.

## Soorten
Het genus bevat de volgende soorten:

- Cantao africanus Horváth, 1892
- Cantao ocellatus (Thunberg, 1784)
- Cantao parentum (White, 1839)
- Cantao purpuratus (Westwood, 1837)
- Cantao variabilis (Montrouzier, 1855)